# 浪冈站
浪冈站（日语：／ Namioka eki */?）是位于青森县青森市浪冈，屬於东日本旅客铁道（JR東日本）奧羽本線的鐵路車站。

## 历史
- 1894年12月1日 - 车站投入运营。
- 1936年3月29日 - 第二代站房建成[3]。
- 1987年4月1日 - 国铁分割民营化后成为JR东日本车站。
- 1987年4月1日 - 成为直营站。[4]
- 2002年12月1日 - 成为八户 - 弘前站间运行的部分特急列车“津轻”号的停车站。
- 2009年11月8日 - 新站房的JR使用部分投入运营。
- 2010年
  - 4月1日 - 大释迦站 - 津轻新城站间各站管理权向弘前站移交，浪冈站无管辖车站。
  - 4月25日 - 新站房的周边综合设施全面投入运行[2]。
  - 12月4日 - 伴随着东北新干线新青森站开业，本站取消了定期特急列车停靠。
- 2012年5月12日 ・ 5月13日 - 由于青森 - 函馆间特急列车天鹅号列车延长至弘前，本站重新停靠特急列车。
- 2017年4月1日 - 委托管理权移交至JR东日本综合服务公司。
- 2018年3月17日 - 由于运行图调整，成为特急列车津轻号停车站[5]。
- 2023年5月27日：奧羽本線弘前～青森間可以使用「Suica」[6][7]。

## 車站結構
此站為側式月台1面1線與島式月台1面2線，合計2面3線月台的地面車站。各月台之间透過跨线天桥连结。
| 月台 | 路線      | 方向 | 目的地           |
| ---- | --------- | ---- | ---------------- |
| 1    | ■奥羽本線 | 上行 | 川部、弘前方向   |
| 2、3 | ■奥羽本線 | 下行 | 新青森、青森方向 |

3号轨道为上下行共用待避线，可以接发两个方向的列车。

## 使用情况
- 2016年日平均乘车人数979人。

| 年度 | 日平均乘车人数 |
| ---- | -------------- |
| 2000 | 1,190          |
| 2001 | 1,106          |
| 2002 | 1,094          |
| 2003 | 1,078          |
| 2004 | 1,045          |
| 2005 | 1,074          |
| 2006 | 1,039          |
| 2007 | 1,019          |
| 2008 | 1,029          |
| 2009 | 1,026          |
| 2010 | 1,047          |
| 2011 | 1,089          |
| 2012 | 1,080          |
| 2013 | 1,090          |
| 2014 | 1,036          |
| 2015 | 1,004          |
| 2016 | 979            |

## 相邻车站
东日本旅客铁道
■奥羽本线
- 特急列车津轻停車站

□快速
北常盘 - 浪冈 - 津轻新城
■普通
北常盘 - 浪冈 - 大释迦

## 外部連結
- JR東日本浪岡站 （页面存档备份，存于）